# Lepidosira glebosa
Lepidosira glebosa är en urinsektsart som beskrevs av John Tenison Salmon 1941. Lepidosira glebosa ingår i släktet Lepidosira och familjen brokhoppstjärtar. Inga underarter finns listade i Catalogue of Life.